# Irengüín
Irengüín (en árabe: إرنكونن‎, en francés: Irengouiyène) es una localidad marroquí perteneciente al municipio de Tasaguín, en la región Oriental. Desde 1912 hasta 1956 perteneció a la zona norte del Protectorado español de Marruecos.